# Volvo Cars
 Denne artikel omhandler personbilfabrikken. For andre betydninger af ordet "Volvo", se Volvo (flertydig).
Volvo Cars eller Volvo Personvagnar AB var en svensk personbilfabrik indtil 2010, hvor kinesiske Geely overtog hovedparten.
Volvo Cars var oprindeligt et datterselskab af Volvo-koncernen, frem til det i 1999 blev solgt til Ford Motor Company. Personbilsfabrikken og dens tidligere moderselskab har siden da, med undtagelse af forskellige sponsorater og deres fælles brug af varemærket som forvaltes af Volvo Trade Mark Holding, arbejdet komplet uafhængigt af hinanden, men har dog stadigvæk hver deres hovedsæde på den samme grund i Göteborg.
Den 28. marts 2010 bekendtgjorde den amerikanske bilkoncern Ford, som annonceret i december 2009, at de havde solgt Volvo Cars til den kinesiske bilkoncern Geely.
Den 15. juli 2010 blev Li Shufu, indehaver af og formand for Geely, valgt til bestyrelsesformand for Volvos forvaltningsråd. Præsident og CEO for Volvo Cars har siden oktober 2012 været Håkan Samuelsson.

## Historie

### Grundlæggelse
Grundlæggerne af Volvo var Assar Gabrielsson og Gustaf Larson, som i årene 1917 til 1920 havde arbejdet på Svenska Kullagerfabriken AB (SKF). Assar Gabrielsson var salgschef og Gustaf Larson ingeniør. Allerede fra 1924, efter et tilfældigt møde, planlagde begge mændene en svensk bilproduktion. I efteråret 1924 begyndte konstruktionsarbejderne med den første bil. I august 1926 var de overbevist om, at bilproduktionen økonomisk set var mulig.
Firmaet Volvo var allerede i 1915 grundlagt som datterselskab af SKF og navnet Volvo var deres varemærke. Navnet blev fra 1919 ikke videreført. I efteråret 1926 kunne SKFs forstander overbevises om projektet med bilproduktion. SKF hentede det allerede eksisterende firma Volvo frem fra glemmebogen og ansatte fra 1. januar 1927 Assar Gabrielsson som generaldirektør. Til den planlagte serieproduktion investerede SKF uden videre 200.000 SEK i startkapital. Yderligere 150.000 SEK gemte Gabrielsson til private formål.
Den 14. april 1927 kl. 10:00 forlod den første serieproducerede Volvo, en Volvo ÖV4 "Jakob", fabrikshallen i Lundby på halvøen Hisingen nær Göteborg. Denne termin stod dog frem til slut på rystende ben, da bilen ved en prøvekørsel et par timer tidligere kun kørte baglæns. En byggedel, som senere på natten var ankommet fra Stockholm, var monteret forkert. Fejlen kunne dog nå at rettes inden fototerminen. ÖV4 (Öppen vagn) var en firecylindret, åben bil. I sommeren 1927 fulgte Volvo PV4 (personvagn), en firecylindret lukket personbil. I årene 1927 til 1929 blev der af begge disse typer solgt 996 biler i forskellige versioner.

### Flere modeller
Frem til 1958 introducerede Volvo yderligere ti forskellige bilserier. Salgstallene lå dog ikke på mere end 6.200 biler pr. år. I 1954 introduceredes den af alle mest sjældne Volvo, den kun i 67 eksemplarer fremstillede P1900 med karrosseri af glasfiber-armeret plast. Den tolvte bilserie bragte det internationale gennembrud. Volvo PV444 (1947−1958) og dens efterfølger PV544 (1958−1965) blev med 440.000 solgte biler en succes. Allerede i år 1955 var PV444 udstyret med monteringspunkter til trepunktssikkerhedsseler. Fra 1958 blev selerne standardudstyr i PV544 Sport, og fra 1959 også i alle øvrige versioner. Den sidste PV544 med stelnummer 440000 står på Volvos museum.
Volvo fremstillede også militærkøretøjer over et bredt spektrum. Hertil hører bl.a. "radiotransportterrænbilen" Volvo TP21 (bygget år 1953−57 i 740 eksemplarer) og Valp. TP21 var et rent trådløst køretøj, firedørs med firehjulstræk og 100% spærring. Valp fandtes med flere forskellige karrosseriformer, cabriolet, lukket og pickup.
Den næste bilserie var Volvo P120 (også kendt som "Amazon"), af hvilken der mellem efteråret 1956 og sommeren 1970 blev bygget totalt 667.322 eksemplarer. I denne bil debuterede nakkestøtterne som standardudstyr. Dermed beholdt Volvo sit image som fremstiller af meget sikre biler, hvilket havde meget høj betydning for den relativt høje markedsandel i USA.

### 1960'erne
Mellem efteråret 1961 og slutningen af 1973 produceredes serien Volvo P1800 − en for Volvo atypisk sportsvogn. Den af Pelle Petterson designede Volvo P1800 blev kendt gennem det første afsnit af tv-serien The Saint med Roger Moore. Volvo P1800 fandtes mellem efteråret 1961 og foråret 1972 med diverse motorvarianter med effekt mellem 90 og 124 hk, hvoraf de første 6.000 eksemplarer blev monteret hos Jensen i England. En P1800S holder kilometerrekorden for personbiler med over 2,6 mio. mil (4,2 mio. km, oktober 2007). Den mellem sommeren 1971 og slutningen af 1973 i kun 8.077 eksemplarer fremstillede sportsstationcar P1800 ES blev forbilledet for nutidens livsstilsstationcars.
Basissen for det i lang tid kantede, funktionelle Volvo-design var fra sommeren 1966 Volvo 140-serien. Mellem sommeren 1968 og foråret 1975 var den suppleret af luksusbilen 164.

### 1970'erne
Fra 1970 var Volvokoncernens stærke mand Pehr G. Gyllenhammar. Under Gyllenhammars ledelse blev der gennemført en række mere eller mindre vellykkede strategiske beslutninger. Volvo satsede blandt andet på diversificering med Volvo Fritid og Procordia.
I tiden mellem 1974 og 1980 byggedes Volvo C303 Cross Country (også kaldet Lapplander). Der var her tale om et kompromisløst terrænkøretøj, som hovedsageligt var udviklet til militæret. Ud over den normale toakslede version fandtes C303 også i en treakslet, firehjulstrukket version. Denne havde dog modelbetegnelsen C304/306 og var udstyret med et større karrosseri. Nogle eksemplarer har også været i civil indsats.
I sommeren 1974 introduceredes efterfølgeren for 140, Volvo 240, som blev produceret frem til midten af 1993. I rammerne af denne modelserie fremstilledes mellem midten af 1976 og starten af 1982 den af Bertone designede coupé 262C.
I 1975 købte Volvo den hollandske bilfabrik DAF's personbilsafdeling. Den allerede på markedet værende bilmodel DAF 46 udgik af produktion, mens DAF 66 i modificeret form byggedes og solgtes videre under navnet Volvo 66. Disse personbiler fra DAF hhv. Volvo var udstyret med Variomatic-gearkassen.
Fra efteråret 1975 fremstillede Volvo på den hollandske fabrik 300-serien. Nogle af 340-modellerne var ligeledes også udstyret med Variomatic-gear.
I 1977 mislykkedes en fusion af personbilsdelen med den anden svenske personbilsproducent, Saab Automobile.

### 1980'erne
I 1980'erne indledtes et samarbejde med den franske Renaultkoncern, som fortsatte frem til, at Volvo Cars i 1999 blev købt af Ford-fabrikkerne i USA.
På basis af Volvo 340 solgtes fra sommeren 1982 Volvo 360 med 2,0-litersmotor fra Volvo. 360 blev produceret frem til midten af 1989, mens 340 fortsatte frem til sommeren 1991.
300-serien blev eksporteret til det europæiske udland, Australien og New Zealand men ikke USA. Specielt succesfuld var 300-serien i Storbritannien.
I starten af 1982 introduceredes 700-serien, som var lidt større end 240. Først kom Volvo 760 med sekscylindret motor, som i foråret 1984 fulgtes af den firecylindrede Volvo 740. På basis af 760 fandtes igen en coupé, som i sommeren 1985 introduceredes under navnet Volvo 780.
I foråret 1986 kom med Volvo 480 en sportslig combi coupé på markedet, hvis design var afledt af P1800 ES og som mærkets første forhjulstrukne bil blev forbillede for fremtidige modeller. På basis af 480 introduceredes i efteråret 1988 de to små mellemklassebiler 440 og 460, som henvendte sig til en yngre købergruppe. 400-serien blev fremstillet i Holland.

### 1990'erne
I sommeren 1990 afløstes 700-serien af modellerne 940 og 960. Da mange karrosseridele på 700-serien var fremstillet af forzinket stål, havde de en ekstremt lang levetid som ligeledes understregedes af de benyttede motorer. Køreydelser på 600.000 km og derover er − specielt i Sverige − ikke unormalt for disse biler.
Gyllenhammars planer om at fusionere Volvo Cars med Renault mislykkedes, og Gyllenhammar blev tvunget til at forlade Volvos koncernledelse i 1993.
Den 28. januar 1999 enedes Volvo og Ford om købet af Volvo Car Corporation til en pris af 6,45 mia. USD. Også Volvo blev berørt af finanskrisen og fik af den svenske regering tildelt en statsgaranti på mere end fem millioner SKK. Denne garanti skulle hjælpe Volvo med at kunne betale en kredit til Den Europæiske Investeringsbank.

### 2010'erne
Den 28. marts 2010 underskrev Li Shufu, grundlægger og hovedindehaver af Geely, og finansforstander for Ford Lewis Booth en købsaftale på Volvo-fabrikken i Göteborg. Geely overtog Volvo Car Corporation for 1,3 mia. €.
Siden 2012 har Volvo benyttet den af Ericsson udviklede cloudservice Connected Vehicle Cloud til at tilbyde internetservice i deres biler. Derudover er det fra 2014 planlagt at tilbyde såkaldte "selvkørende biler". I øjeblikket er der lovmæssige forhindringer mod biler med sensorik, da føreren er nødt til at have den primære kontrol over bilen.

## Nyere personbilsmodeller
Alle nuværende Volvo-modeller bærer en modelbetegnelse bestående af ét eller to bogstaver og et tocifret tal. Bogstaverne står for karrosserivarianten (S: Sedan, V: Stationcar (Versatile), XC: Terrængående model (Cross Country), C: Cabriolet/Coupé). Tallet angiver modellens klasse.
En stor succes var den i efteråret 1991 introducerede store mellemklassebil Volvo 850, frem for alt den i starten af 1993 introducerede stationcarudgave. Efter et facelift i efteråret 1996, som førte til en navneændring til Volvo V70 (stationcar) og Volvo S70 (sedan), blev modellen i foråret 2000 afløst af V70 og S60. Modelserien blev ligeledes udvidet med offroaderen XC70.
Under 850/V70/S70 opstod efter indstillingen af 440/460 et hul, som fra slutningen af 1995 blev udfyldt af modellerne S40 og V40. Da Volvo ikke selv havde tilstrækkelige ressourcer til fuldstændigt at udvikle en ny modelserie, førte dette til et joint venture med Mitsubishi. Dermed delte S40 og V40 platform med den i efteråret 1995 introducerede Mitsubishi Carisma.
I foråret 2004 kom efterfølgeren for S40/V40 på markedet. Sedanversionen hed fortsat S40, hvorimod stationcaren kom til at hedde V50. Denne modelserie, som i maj 2006 blev udvidet med cabrioleten C70, delte platform med Ford Focus. På samme platform er den kompakte C30, som først blev præsenteret som prototype, også bygget. Den seriefremstillede C30 introduceredes i efteråret 2006.
Den større 940/960-serie var udstyret med fire- og sekscylindrede benzinmotorer og sekscylindrede dieselmotorer. 960 med en motor med 3,0 liters slagvolume var Volvos flagskib. I slutningen af 1996 blev 960 faceliftet og omdøbt til S90 (sedan) hhv. V90 (stationcar).
I sommeren 1998 afløste den nye S80, som kun fandtes som sedan, 900-serien. I sommeren 2006 kom den anden modelgeneration af S80 på markedet med 3,2-liters V6-motor samt for første gang også V8-motor.
Allerede i foråret 1997 fik Volvo igen en coupé på modelprogrammet, C70. I efteråret 1999 kom C70 også i en cabrioletversion og med de samme motorer som V70-serien. Produktionen af coupéen indstilledes allerede i efteråret 2002, mens den betydeligt mere succesfulde cabriolet fortsatte med at bygges frem til efteråret 2005. Efterfølgeren, som kun fandtes som cabriolet, kom ud til forhandlerne i maj 2006 og byggedes frem til juni 2013. I modsætning til forgængeren var C70 II en cabriolet med stålklaptag og dermed cabriolet og coupé i én og samme bil. Motorprogrammet gik fra 140 til 220 hk. I efteråret 2006 fulgte en dieselversion med den fra S60/V70 kendte D5-motor, som ydede 180 hk.
Siden efteråret 2002 har Volvo ligeledes solgt den store SUV XC90, som mellem efteråret 2004 og slutningen af 2010 også fandtes med V8-motor. Denne motor, som var udviklet i samarbejde med Yamaha, var den første V8-motor i Volvos personbilshistorie, som ligeledes fandt vej til andre modelserier. Bemærkelsesværdigt er den for en V8-motor usædvanlige vinkel på 60° mellem cylinderrækkerne. Offroaderprogrammet udvidedes i oktober 2008 med den kompakte SUV XC60, som deler platform med V70/XC70, S80 og Ford Mondeo og som standard er udstyret med den såkaldte City-Safety-teknologi, som forhindrer påkørsel bagfra ved lave hastigheder.
I 2008 fulgte til nogle Volvo-modeller den nye Powershift-gearkasse fra Getrag. Det er en dobbeltkoblingsgearkasse, som også kan findes i Volkswagen Golf under navnet DSG og fra slutningen af 2007 også i Ford Focus. Derudover udstyredes alle Volvo-modeller fra midten af 2008 med et betydeligt større skrifttræk bagpå. Fra midten af 2009 blev også på logoet på fronten gjort større. På S40/V50 gennemførtes denne modifikation dog først i midten af 2010.
I september 2010 kom den anden generation af S60 på markedet. To måneder senere fulgte stationcarudgaven V60.
I marts 2012 introduceredes den nye V40 på Geneve Motor Show som efterfølger for S40/V50. Den nye V40 kom ud til forhandlerne i sensommeren 2012.

## Modeller

### Førkrigsmodeller
- Volvo ÖV4 („Jakob“)

- Volvo PV4
- Volvo PV650, Volvo PV651, Volvo PV652
- Volvo PV653, Volvo PV654, Volvo PV655
- Volvo PV657, Volvo PV658, Volvo PV659
- Volvo PV36 („Carioca“)
- Volvo PV51, Volvo PV52
- Volvo PV53, Volvo PV54, Volvo PV55, Volvo PV56, Volvo PV57
- Volvo PV60 („The Yankee Car“)

### Efterkrigsmodeller
- Volvo PV800 (TP21 „Sugga“, PV821, PV822, PV823, PV824, PV831, PV832, PV833, PV834)
- Volvo PV444/Volvo PV544
- Volvo PV445 / P210 ("Duett")
- Volvo P1900 − 1956-57, 67 stk.
- Volvo P120 4-dørs (P121, P122 til eksport), P130 2-dørs, P220 stationcar („Amazon“)
- Volvo P123GT („Amazon Sport“)
- Volvo P1800 − 1961-72, 39.385 stk.
- Volvo P1800 ES – 1971-73, 8.077 stk.
- Volvo 66 (oprindeligt udviklet af DAF)
- Volvo 140 (P142: 2-dørs, P144: 4-dørs, P145: stationcar)
- Volvo 164
- Volvo 240 (P242: 2-dørs, P244: 4-dørs, P245: stationcar)
- Volvo 260 (P264: 4-dørs, P265: stationcar)
- Volvo 262C (Coupé)
- Volvo 340 (P343: 3-dørs, P344: 4-dørs, P345: 5-dørs)
- Volvo 360 (P363: 3-dørs, P364: 4-dørs, P365: 5-dørs); højere udstyrsniveau af 300-serien
- Volvo 440 (5-dørs combi coupé)
- Volvo 460 (4-dørs sedan)
- Volvo 480
- Volvo 740 (P744: 4-dørs, P745: stationcar)
- Volvo 760 (P764: 4-dørs, P765: stationcar)
- Volvo 780 (Coupé)
- Volvo 850 (P854: 4-dørs, P855: stationcar)
- Volvo 940 (P944: 4-dørs, P945: stationcar)
- Volvo 960 (P964: 4-dørs, P965: stationcar)
- Volvo C30
- Volvo C70
- Volvo S40/V40
- Volvo S40/V50
- Volvo V40
- Volvo S60
- Volvo S70
- Volvo S80
- Volvo S90/V90
- Volvo V60
- Volvo V70
- Volvo XC60
- Volvo XC70
- Volvo XC90
- Volvo YCC

### Militær- og terrænkøretøjer
- Volvo TP21
- Volvo C202 („Lapplander“, tidligere betegnelser: L3314, L3315)
- Volvo C303/304/306 („Cross Country“)
- Volvo L3304

## Bemærkelsesværdigt
- Navnet "Volvo" er afledt fra latin og er første person af indikativ ental præsens af volvere (rulle) hedder volvo (jeg ruller).
- På Frankfurt Motor Show 2007 præsenteredes "Alcoguard". For at kunne starte bilen skal føreren puste i et trådløst håndapparat, som måler alkoholprocenten i førerens blod og fortæller det til elektronikken i bilen, som i givet fald tillader bilen at starte.